# Bjørn Lovén
Bjørn Lovén (f. 22. februar 1970, Brabrand, Aarhus) er klassisk arkæolog med speciale i udgravningen af antikke havnebyer. Uddannet klassisk arkæolog fra Aarhus Universitet (2001) og PhD fra University of London (2009). Siden 2001 director for Zea Harbour Project (støttet af Carlsbergfondet), der stod for udgravningen af Piræus, samt co-director siden 2013 for Lechaion Harbour Project (støttet af Augustinus Fonden og Carlsbergfondet), der udgraver Korinths antikke havn. Desuden forskningslektor ved SAXO-Instituttet, Københavns Universitet.
Modtog i 2015 Archaeological Institute of America's forskningspris Samuel H. Kress Lectureship in Ancient Art for sit arbejde med Zea Harbour Project. Opnåede i december 2015 og frem til nu international mediedække for fundet af usædvanligt velbevarede sænkekasser i Lechaion. Optrådte i marts 2016 på TV2 Fri i Troels Kløvedals program Nordkaperen i Grækenland, hvor Kløvedal besøgte Piræus og Korinth.